# Raj Yadav
Raj Yadav (ur. 27 października 1998) – nepalski zapaśnik walczący w stylu wolnym. Czternasty na igrzyskach azjatyckich w 2022. Brązowy medalista Igrzysk Azji Południowej w 2019 roku.